# Guils de Cerdanya
Guils de Cerdanya település Spanyolországban, Girona tartományban. Guils de Cerdanya Puigcerdà, Bolvir, Ger, Porta, Latour-de-Carol és Enveitg községekkel határos. Lakosainak száma 566 fő (2024).

## Népesség
A település népessége az elmúlt években az alábbi módon változott:
| Lakosok száma | 185  | 343  | 330  | 284  | 258  | 368  | 479  | 536  | 537  | 566  |
|               | 1717 | 1887 | 1936 | 1960 | 1986 | 2004 | 2009 | 2014 | 2019 | 2024 |